# Karl Matull
Karl Wilhelm Matull (* 15. August 1898 in Hallwischken, Kreis Darkehmen, Ostpreußen; † 1. Mai 1959 in Köln-Lindenthal) war ein deutscher Politiker und Landtagsabgeordneter (SPD).

## Leben
Karl Matull wurde als ältester von vier Söhnen des Gärtners Karl Matull und seiner Ehefrau Auguste Lucht in Ostpreußen geboren. Anfang des 20. Jahrhunderts zogen die Eltern nach Buschhausen (ab 1909 zu Sterkrade gehörig). Karls Mutter verstarb 1904. Karls Vater heiratete kurz darauf seine zweite Ehefrau Maria Naujoks, aus dieser Ehe gingen fünf weitere Kinder hervor, von denen allerdings drei früh verstarben.
Nach dem Besuch der Volksschule in Sterkrade arbeitete Karl ab 1915 als Schlepper (Grubenhilfsarbeiter) im rheinischen Bergbau. Ab 1916 war er Mitglied des Bergarbeiterverbandes, ab 1917 Mitglied der SPD und in zahlreichen Parteigremien aktiv. 1923 heiratete er in Hochemmerich Maria Sandner, mit der einen Sohn (Karl, * 1928) und eine Tochter (Elisabeth) hatte. Die Familie lebte bis 1953 in Rheinhausen-Hochemmerich.
In den Jahren 1930 bis 1931 besuchte er die Fachschule für Wirtschaft und Verwaltung in Düsseldorf. Von 1930 bis 1933 und dann wieder ab 1946 war er Stadtverordneter in Rheinhausen (damals zum Kreis Moers gehörig).
Wie Karl waren seine Brüder Otto (* 1899)  und Fritz (* 1901) ebenfalls überzeugte Sozialdemokraten, die auch nach der Machtergreifung durch die Nationalsozialisten keinen Hehl aus ihren Überzeugungen machten. Karls Bruder Fritz wurde 1935 zu 16 Monaten Haft wegen Hochverrats verurteilt.
Nach Kriegsende wurde Karl Betriebsratsvorsitzender der Zeche Diergardt-Mevissen und kurz darauf Vorsitzender des Gesamtbetriebsrates der Gewerkschaft Steinkohlenbergwerke Mathias Stinnes und zudem Kreisvorsitzender des DGB. Auf der Suche nach politisch unverdächtigen Personen wurde Bruder Fritz noch vor Kriegsende von den Alliierten als Hilfspolizist verpflichtet. Bruder Otto wird 1947 erster Betriebsratsvorsitzender der neu gebildeten Hüttenwerke Rheinhausen AG.
Vom 20. April 1947 bis zum 4. Juli 1954 war Karl Matull Mitglied des Landtags des Landes Nordrhein-Westfalen. Er wurde jeweils im Wahlkreis 041 Moers-Ost direkt gewählt.
1952 wurde er als Arbeitsdirektor in den Vorstand der neugeschaffenen Steinkohlenbergwerke Mathias Stinnes AG berufen. 1953 zieht Karl mit seiner Familie nach Mülheim an der Ruhr in den dortigen Stadtteil Menden. 1959 verstirbt er in der Universitätsklinik Köln an den Folgen einer Magenoperation.

## Ehrungen
- In Duisburg wurde der Karl-Matull-Platz nach ihm benannt.
- In Essen-Karnap wurde anlässlich seines Todes im Jahre 1959 das Karl-Matull-Heim nach ihm benannt, das zuletzt als kommunale Freizeitstätte für Jugendliche genutzt wurde.[8]